# Creusèir lo Nuòu
Creuzier-le-Neuf és un municipi francès, situat al departament de l'Alier i a la regió d'Alvèrnia-Roine-Alps. L'any 2007 tenia 994 habitants.

## Demografia

### Població
El 2007 la població de fet de Creuzier-le-Neuf era de 994 persones. Hi havia 401 famílies de les quals 74 eren unipersonals (35 homes vivint sols i 39 dones vivint soles), 152 parelles sense fills, 140 parelles amb fills i 35 famílies monoparentals amb fills.
La població ha evolucionat segons el següent gràfic:
Habitants censats

### Habitatges
El 2007 hi havia 443 habitatges, 404 eren l'habitatge principal de la família, 16 eren segones residències i 23 estaven desocupats. 441 eren cases i 2 eren apartaments. Dels 404 habitatges principals, 344 estaven ocupats pels seus propietaris, 53 estaven llogats i ocupats pels llogaters i 8 estaven cedits a títol gratuït; 7 tenien dues cambres, 42 en tenien tres, 140 en tenien quatre i 215 en tenien cinc o més. 359 habitatges disposaven pel capbaix d'una plaça de pàrquing. A 139 habitatges hi havia un automòbil i a 256 n'hi havia dos o més.

### Piràmide de població
La piràmide de població per edats i sexe el 2009 era:
| Homes | Edats   | Dones |
| ----- | ------- | ----- |
| 0     | 95 o +  | 0     |
| 4     | 90 a 94 | 4     |
| 0     | 85 a 89 | 4     |
| 4     | 80 a 84 | 0     |
| 8     | 75 a 79 | 16    |
| 12    | 70 a 74 | 12    |
| 20    | 65 a 69 | 16    |
| 32    | 60 a 64 | 24    |
| 36    | 55 a 59 | 20    |
| 40    | 50 a 54 | 32    |
| 40    | 45 a 49 | 56    |
| 48    | 40 a 44 | 48    |
| 28    | 35 a 39 | 48    |
| 48    | 30 a 34 | 24    |
| 29    | 25 a 29 | 20    |
| 24    | 20 a 24 | 4     |
| 32    | 15 a 19 | 36    |
| 24    | 10 a 14 | 44    |
| 28    | 5 a 9   | 32    |
| 44    | 0 a 4   | 16    |

## Economia
El 2007 la població en edat de treballar era de 662 persones, 502 eren actives i 160 eren inactives. De les 502 persones actives 470 estaven ocupades (234 homes i 236 dones) i 34 estaven aturades (17 homes i 17 dones). De les 160 persones inactives 82 estaven jubilades, 38 estaven estudiant i 40 estaven classificades com a «altres inactius».

### Ingressos
El 2009 a Creuzier-le-Neuf hi havia 427 unitats fiscals que integraven 1.087 persones, la mediana anual d'ingressos fiscals per persona era de 18.461 €.

### Activitats econòmiques
Dels 54 establiments que hi havia el 2007, 1 era d'una empresa de fabricació de material elèctric, 1 d'una empresa de fabricació d'elements pel transport, 5 d'empreses de fabricació d'altres productes industrials, 17 d'empreses de construcció, 9 d'empreses de comerç i reparació d'automòbils, 4 d'empreses de transport, 3 d'empreses d'hostatgeria i restauració, 2 d'empreses d'informació i comunicació, 1 d'una empresa financera, 1 d'una empresa immobiliària, 7 d'empreses de serveis, 2 d'entitats de l'administració pública i 1 d'una empresa classificada com a «altres activitats de serveis».
Dels 18 establiments de servei als particulars que hi havia el 2009, 3 eren tallers de reparació d'automòbils i de material agrícola, 4 paletes, 3 guixaires pintors, 2 fusteries, 4 lampisteries i 2 electricistes.
Dels 2 establiments comercials que hi havia el 2009, 1 era una botiga d'electrodomèstics i 1 un drogueria.
L'any 2000 a Creuzier-le-Neuf hi havia 25 explotacions agrícoles que ocupaven un total de 840 hectàrees.

## Equipaments sanitaris i escolars
El 2009 hi havia una escola elemental.

## Poblacions més properes
El següent diagrama mostra les poblacions més properes.